# It's a Very Merry Muppet Christmas Movie
It's a Very Merry Muppet Christmas Movie is de eerste avondvullende televisiefilm met Jim Hensons Muppets. Hij is losjes gebaseerd op de film It's a Wonderful Life en werd uitgebracht in 2002.
Wanneer Mr. Bitterman komt te overlijden, erft Rachel Bitterman (Joan Cusack) zijn bank. Zij is van plan om een nachtclub te openen op de plaats van het Muppet-theater. Daartoe wijzigt ze heimelijk het huurcontract van de Muppets, zodat ze het geld eerder dienen terug te betalen dan verwacht. Wanneer de Muppets dit op het nippertje ontdekken, snelt Fozzie met het geld naar de bank in een poging om te voorkomen dat ze het theater kwijtraken.
Hij verliest echter het geld en de Muppets rekenen op Kermit de Kikker om de boel recht te breien. Die voelt zich echter zo nutteloos dat hij wenst dat hij nooit was geboren. De engel Daniel (David Arquette) reist naar de aarde om Kermit te tonen hoe de wereld er zou uitzien zonder hem. Daniel wil hem laten zien hoe belangrijk hij is voor zijn vrienden en terugbrengen in de wereld zoals hij die kent, voordat het theater tegen de vlakte gaat.

## Rolverdeling (Muppets)

### Hoofdrollen
- Steve Whitmire als Kermit de Kikker, Rizzo de Rat, Beaker
- Dave Goelz als Gonzo, Dr. Bunsen Honeydew, Zoot, Waldorf
- Bill Barretta als Johnny Fiama, Pepe the Prawn, Bobo the Bear, Howard Tubman, Rowlf, Swedish Chef, Lew Zealand
- Eric Jacobson als Fozzie Beer, Miss Piggy, Animal, Yoda-Muppet

### Bijrollen
- Brian Henson als Sal Minella, Scooter, Janice, Larry
- Jerry Nelson als Statler, Robin, Pops, Floyd Pepper
- Kevin Clash als Sam the Eagle
- John Kennedy als Dr. Teeth
- John Henson als Sweetums
- Allan Trautman als Joe Snow (spel), Eugene
- Mel Brooks als Joe Snow (stem)
- Overige poppen worden gespeeld door Alice Dinnean, Geoff Redknap, Denise Cheshire, Drew Massey, Adam Behr en Gordon Robertson.

## Rolverdeling (mensen)
- David Arquette als Daniel
- Joan Cusack als Rachel Bitterman
- Matthew Lillard als Luc Fromage
- William H. Macy als Glenn
- Whoopi Goldberg als "The Boss"
- Cameo's van Carson Daly, Kelly Ripa, Joe Rogan, Molly Shannon, Triumph the Insult Dog en de acteurs van Scrubs.

## Trivia
- Rowlf heeft zijn eerste dialoog sinds Jim Henson twaalf jaar daarvoor overleed, al stootte de hond een kort "yeah" uit in aflevering 102 van Muppets Tonight (1996). Hij had geen dialoog gehad in de films The Muppet Christmas Carol (1992), Muppet Treasure Island (1996) en Muppets from Space (1999).
- Scooter en Janice maken na tien jaar hun comeback. Op één zinnetje van Scooter na in Muppets From Space, hadden ze geen van beiden een rol van betekenis gehad sinds de dood van hun eerdere poppenspeler Richard Hunt in 1992.
- Deze film is het eerste grote project waaraan Eric Jacobson meewerkt in de rol Miss Piggy, Animal en Fozzie, die oorspronkelijk werden gespeeld door Frank Oz. Kevin Clash speelt Oz' andere personage Sam the Eagle, die Jacobson in latere producties eveneens zou overnemen.
- Omdat Jerry Nelson ziek werd tijdens de opnamen, werden zijn poppen gedeeltelijk door collega's gespeeld. Nelson sprak naderhand de stemmen in, met uitzondering van Lew Zealand. Aangezien Nelson al van plan was te gaan stoppen met zijn werk als Muppet-poppenspeler was deze pop inmiddels volledig overgenomen door Bill Barretta.